# كلينت ريتشاردسون
كلينت ريتشاردسون (بالإنجليزية: Clint Richardson)‏ هو لاعب كرة سلة محترف أمريكي معتزل بدأ مسيرته الاحترافية في سنة 1980 حيث تم اختياره من قبل فريق فيلادلفيا سفنتي سيكسرز خلال الدرافت، وحمل الرقم 4. يبلغ طوله 6 قدم 3 بوصة (1.9 م). اعتزل اللعب في 1989. فاز ببطولة الرابطة الوطنية لكرة السلة مع فيلادلفيا سفنتي سيكسرز في موسم 1982–83.

## روابط خارجية
- كلينت ريتشاردسون على موقع إن بي أي (الإنجليزية)
- كلينت ريتشاردسون على موقع سبورتس رفرنس (الإنجليزية)
- كلينت ريتشاردسون على موقع كلية كرة السلة في سبورتس رفرنس.كوم (الإنجليزية)
- كلينت ريتشاردسون على موقع ريلجم (الإنجليزية)
- كلينت ريتشاردسون على موقع بروبوليرز (الإنجليزية)